# Вормер, Рюд
Рюди Виллем (Рюд) Вормер (нидерл. Rudy Willem "Ruud" Vormer; род. 11 мая 1988[…], Хорн, Северная Голландия) — нидерландский футболист, полузащитник клуба «Зюлте-Варегем» и сборной Нидерландов.

## Клубная карьера

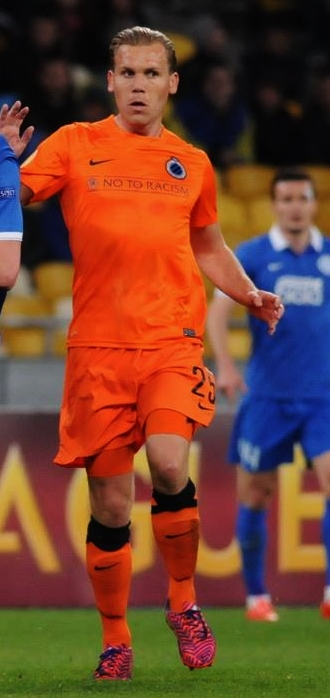
Вормер в составе «Брюгге»

Вормер — воспитанник клуба АЗ. В 2005 году он дебютировал за команду в Эредивизи. В своём первом сезоне Вормер стал финалистом Кубка Нидерландов. Рюд не всегда проходил в основу, поэтому в 2008 году он покинул команду и присоединился к «Роде». 30 августа в матче против «Твенте» Вормер дебютировал за новый клуб. 13 декабря 2009 года в поединке против «Виллем II» Рюд забил свой первый гол за «Роду».
Летом 2012 года после удачного сезона за «Роду» Вормер перешёл в «Фейеноорд». 12 августа в матче против «Утрехта» он дебютировал за новую команду. 1 сентября в поединке против своего бывшего клуба «Роды» Рюд забил свой первый мяч за «Фейеноорд», реализовав пенальти. В 2014 году он помог клубу завоевать серебряные медали чемпионата.
По окончании сезона Вормер покинул Нидерланды и перебрался в соседнюю Бельгию, подписав соглашение с «Брюгге». 14 сентября в матче против «Генка» он дебютировал в Жюпиле лиге. 22 ноября в поединке против «Васланд-Беверен» Рюд забил свой первый гол за бельгийскую команду. 6 ноября в матче Лиги Европы против датского «Копенгагена» Вормер забил свой первый мяч на международном уровне. В своём первом сезоне в «Брюгге» Рюд стал обладателем Кубка Бельгии, а через год стал чемпионом страны. В 2018 году он во второй раз выиграл чемпионат Бельгии. 6 ноября 2018 года в матче Лиги чемпионов против французского «Монако» он отметился забитым мячом.

## Международная карьера
31 мая 2018 года в товарищеском матче против сборной Словакии Вормер дебютировал за сборную Нидерландов, заменив во втором тайме Донни ван де Бека.

## Статистика

### Матчи Вормера за сборную Нидерландов
| Матчи Вормера за сборную Нидерландов | Матчи Вормера за сборную Нидерландов | Матчи Вормера за сборную Нидерландов | Матчи Вормера за сборную Нидерландов | Матчи Вормера за сборную Нидерландов | Матчи Вормера за сборную Нидерландов |
| ------------------------------------ | ------------------------------------ | ------------------------------------ | ------------------------------------ | ------------------------------------ | ------------------------------------ |
| №                                    | Дата                                 | Соперник                             | Счёт                                 | Голы Вормера                         | Соревнование                         |
| 1                                    | 31 мая 2018                          | Словакия                             | 1:1                                  | —                                    | Товарищеский матч                    |
| 2                                    | 4 июня 2018                          | Италия                               | 1:1                                  | —                                    | Товарищеский матч                    |
| 3                                    | 6 сентября 2018                      | Перу                                 | 2:1                                  | —                                    | Товарищеский матч                    |
| 4                                    | 9 сентября 2018                      | Франция                              | 1:2                                  | —                                    | Лига наций УЕФА 2018/2019            |

Итого: 4 матча / 0 голов; 1 победа, 2 ничьи, 1 поражение.

## Достижения
Командные
"Брюгге
- Чемпион Бельгии (4) — 2015/16, 2017/18, 2019/20, 2020/21
- Обладатель Кубка Бельгии — 2014/15
- Обладатель Суперкубка Бельгии (3) — 2016, 2018, 2021

Личные
- Футболист года в Бельгии — 2017